# Buda ostroma (1684)
Buda 1684 évi ostromát egy Habsburg-haderő vívta meg, nemzetközi és magyar segédhadakkal, Lotaringiai Károly herceg főparancsnoksága alatt. Az 1684-es hadjáratot megelőzte Bécs 1683-as török ostromának visszaverése, és a visszavonuló ellenségre mért több sikeres csapás. Ezekre alapozva felmerült a török hatalom Magyarországról történő gyors kiszorításának esélye. 1684 márciusában megalakult a törökellenes Szent Liga, amely azonnal offenzívát indított Budavár elfoglalására. A sietve felállított hadsereg ereje azonban elégtelennek bizonyult. Az erős budai erődítmény török őrségének szívóssága, és az időben odaérkező felmentő haderő jól irányított hadműveletei a császáriakat négy hónapos harc után az ostrom feladására kényszerítették. Az 1684-es hadjárat tapasztalataira építve a bécsi Udvari Haditanács két éven át készítette elő a következő, 1686-os hadjáratot, amely már meghozta Budavár sikeres elfoglalását.

## Előzmények
1683 szeptemberében Sobieski János lengyel király serege és Lotaringiai Károly herceg német birodalmi csapatai a kahlenbergi csatában szétverték a Bécset ostromló Kara Musztafa nagyvezír csapatait, majd a Duna mentén kelet felé nyomulva októberben a párkányi csatában megsemmisítették a budai pasa seregét, és elfoglalták Esztergomot.
A vereségért a szultán Kara Musztafa nagyvezírt tette felelőssé, őt december végén selyemzsinórral kivégeztette. Utódja Kara Ibrahim pasa lett, a nagyvezír korábbi védence, aki maga is intrikált a szultánnál Kara Musztafa megbuktatása érdekében. Kara Ibrahim a bécsi hadjárat kudarcáért elődjének tanácsadóját, Thököly Imrét okolta, mondván „ezek az árulók, akik bennünket a könnyű hódítás csalfa ámításával mészárszékre vittek, s azután a maguk biztonságában a távolból nézték a mieink vereségét." A szultáni tanács átmenetileg jobb belátásra bírta a nagyvezírt. 1684 elején Thökölyt török–tatár segédcsapatokkal a készülő keresztény hadművelet megzavarására küldték, de komolyabb siker nélkül. (Később, 1685 októberében a nagyvezír el is fogatta Thökölyt).
A keresztény győzelmek nyomán már 1683 decemberében felmerült egy nagy nemzetközi katonai szövetség létrehozása, Magyarország rögtöni visszafoglalásának céljával. XI. Ince pápa erőteljes ösztökélésére a császár megpróbálta megnyerni a szövetségnek II. Károly spanyol királyt, Sobieski János lengyel királyt, a Velencei Köztársaságot, a Toszkánai Nagyhercegséget, az orosz cárt, Erdély fejedelmét, Moldva és Havasalföld vajdáit és a Máltai lovagrendet is.
A nagyszabású terv azonban nem valósult meg. Apafi Mihály erdélyi fejedelem elutasította az együttműködést, csak semlegességéről biztosította a császárt. Az orosz cár sem csatlakozott. A perzsa sahhoz küldött császári követek is eredmény nélkül tértek vissza. 1684 januárjában egy szűkebb szövetség állt össze, melyet a pápa március 5-én ünnepélyesen szentesített. A Szent Liga, I. Lipót német-római császár, Sobieski János lengyel király, s az új velencei dózse, Marcantonio Giustinian részvételével jött létre. A pápa által óriási összegekkel finanszírozott szerződés értelmében mindegyik fél a maga érdekterületén veszi fel a harcot. Lipót császár erősen hajlott volna a törökkel való kiegyezésre, de a többi szövetséges és a pápai megbízottak nyomására a szerződésbe belevették, hogy egyik fél sem köthet különbékét a többiek hozzájárulása nélkül.

## A haditerv
Az 1684-es hadjáratot a bécsi Udvari Haditanács 80 000 katonával tervezte megindítani. A hadműveleti tervet már egészen korán, a Haditanács február 16-i ülésén rögzítették:
- Montecuccoli régi tervét veszik elő, négy hadsereget állítanak fel, három irányban indítanak offenzívát: A Duna mentén Buda felé, Felső-Magyarországon és Horvátországban. Egy hadsereg Ausztriában marad, Bécs biztosítására.
- A fősereg a Duna északi partján vonul keletnek, Párkánynál átkel a Dunán, és Buda várát fogja ostrom alá.
- A felső-magyarországi hadsereg Érsekújvárt és Thököly Imre felkelőit köti le.
- A horvátországi hadsereg a Dráva mentén Eszékig nyomulva elvágja a várhatóan Belgrád felől felvonuló török erősítés útját.
- Ha a fősereg sikeresen beveszi Budát, újabb vár ostromára vonulnak, a célt a hadi helyzet alakulása szerint tűzik ki. Ha Buda ostroma meghiúsul, a fősereg Érsekújvárt (vagy más, Ausztriához közelebbi várat) vesz ostrom alá.
- A fősereg utánpótlását a Dunán keresztül kapja, ezért hadműveletei során nem távolodhat el a folyótól.
- A fősereg 1684. május 20-ára Vágsellyén kell összegyűlnie, a felső-magyarországi seregnek ugyanezen a napon Zsolnán kell együtt állnia.[2]

A várostromhoz a bécsi arzenálból 87 tábori ágyút, 36 ostromágyút, 17 nehéz mozsárágyút, továbbá 9700 mázsa lőport, 31 700 ágyúgolyót és 7000 bombát adtak ki. A tüzérséget a dunai hajóhad szállította. A várfalak aláaknázásához egy század velencei aknászt szerződtettek.
A dunai hajóhadnak kellett biztosítania a folyamatos lőszer- és élelmiszer-utánpótlást. 30-40 sajkát, 8 teherszállító gályát, 3 naszádot és 2 fregattot szereltek fel. A tengerészeket Velencében, a sajkásokat Fiuméban, Zenggben, Buccariban és Triesztben toborozták. Az evezőket leláncolt gályarabok (török hadifoglyok és „honi” elítéltek) húzták. A folyami átkeléshez egy 150 fős hídverő és hajóhíd-építő századot szerveztek. Tábori kórházakat és hátországi hadikórházakat állítottak fel. A katonák élelmezésére 171 000 mázsa lisztet halmoztak fel. A hadipénztár céljaira a bécsi kincstár 500 000 forintot adott, amelyet a pápa is nagy összeggel egészített ki.

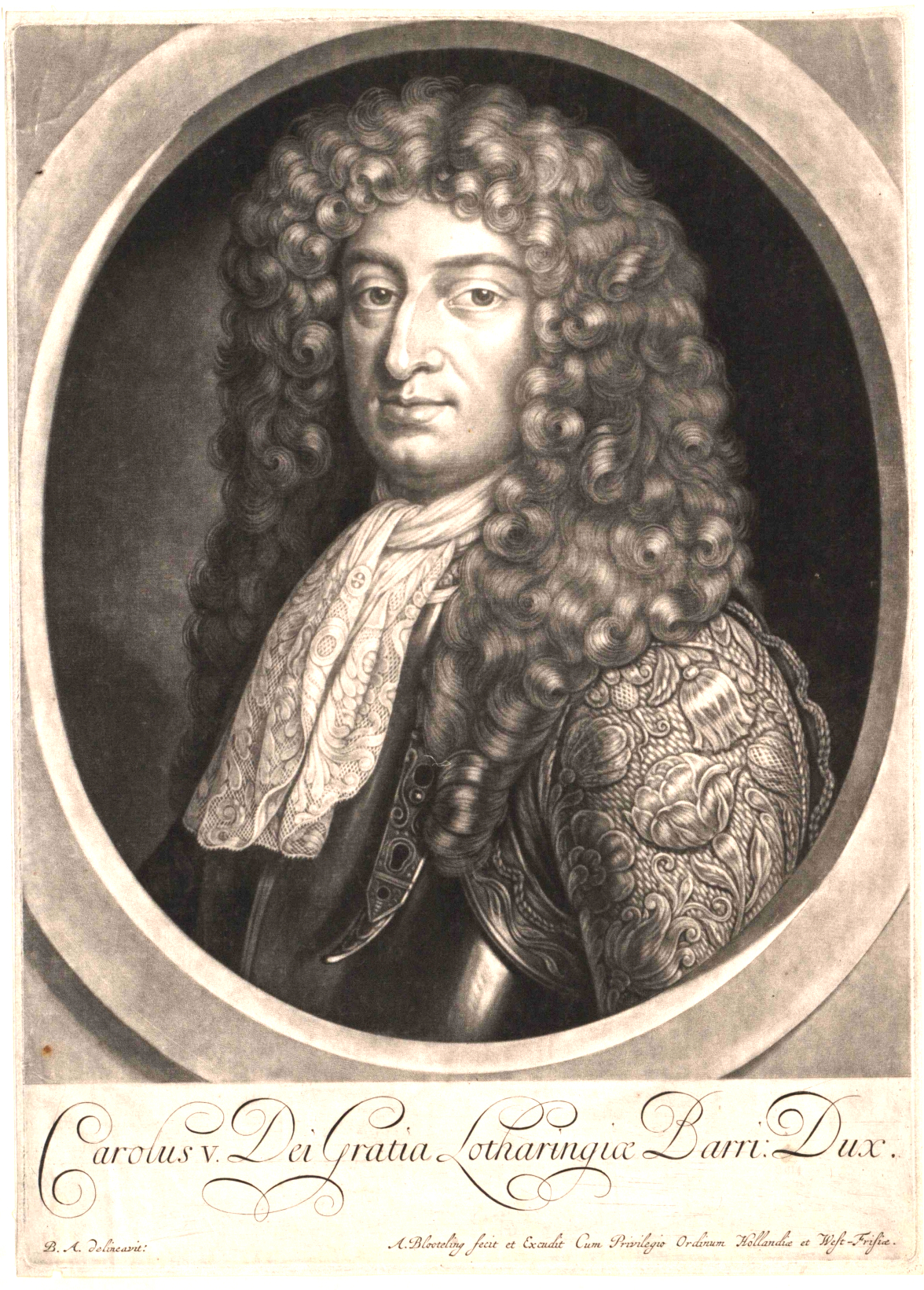
Lotaringiai Károly herceg
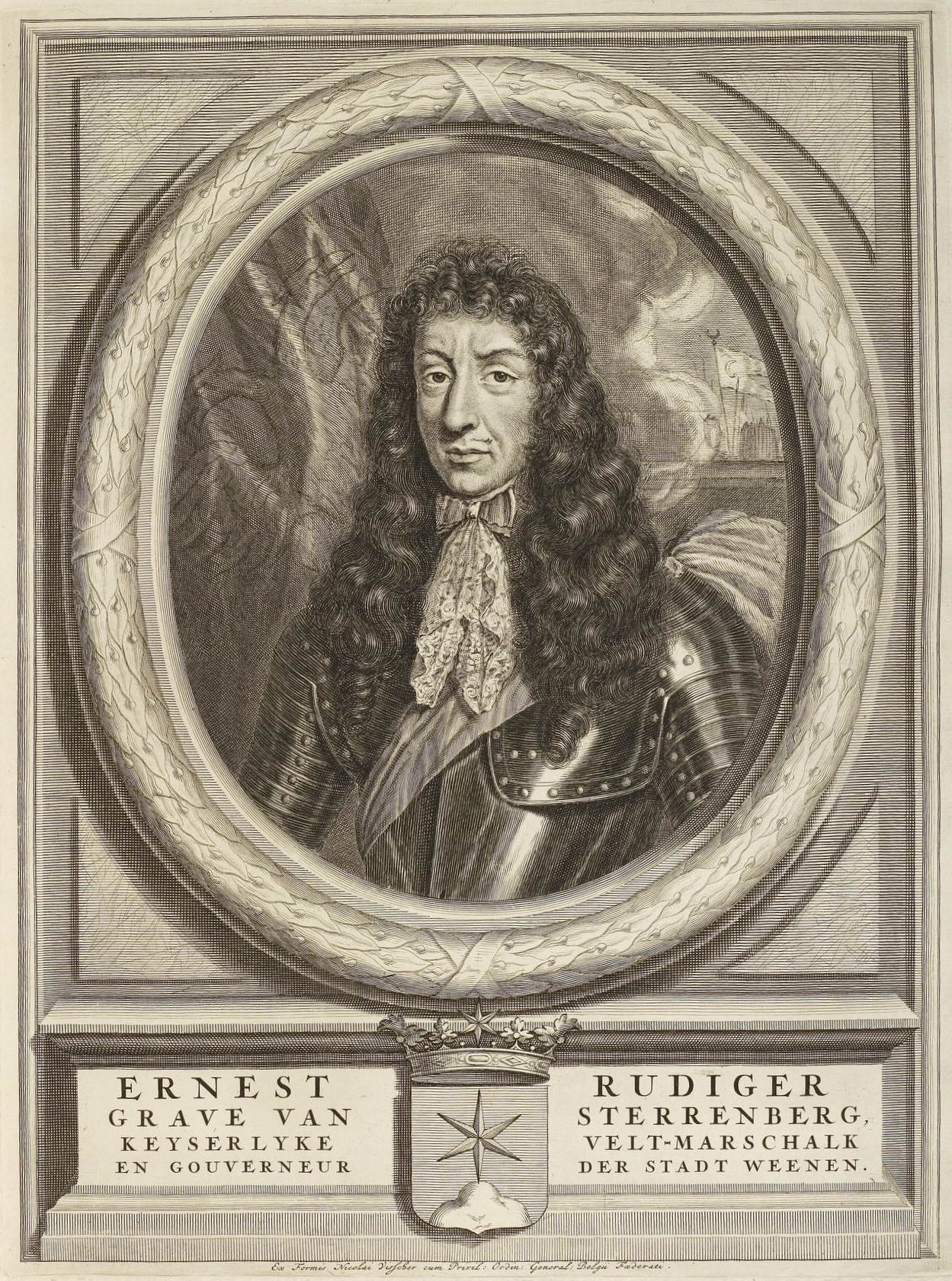
Ernst Rüdiger von Starhemberg tábornagy
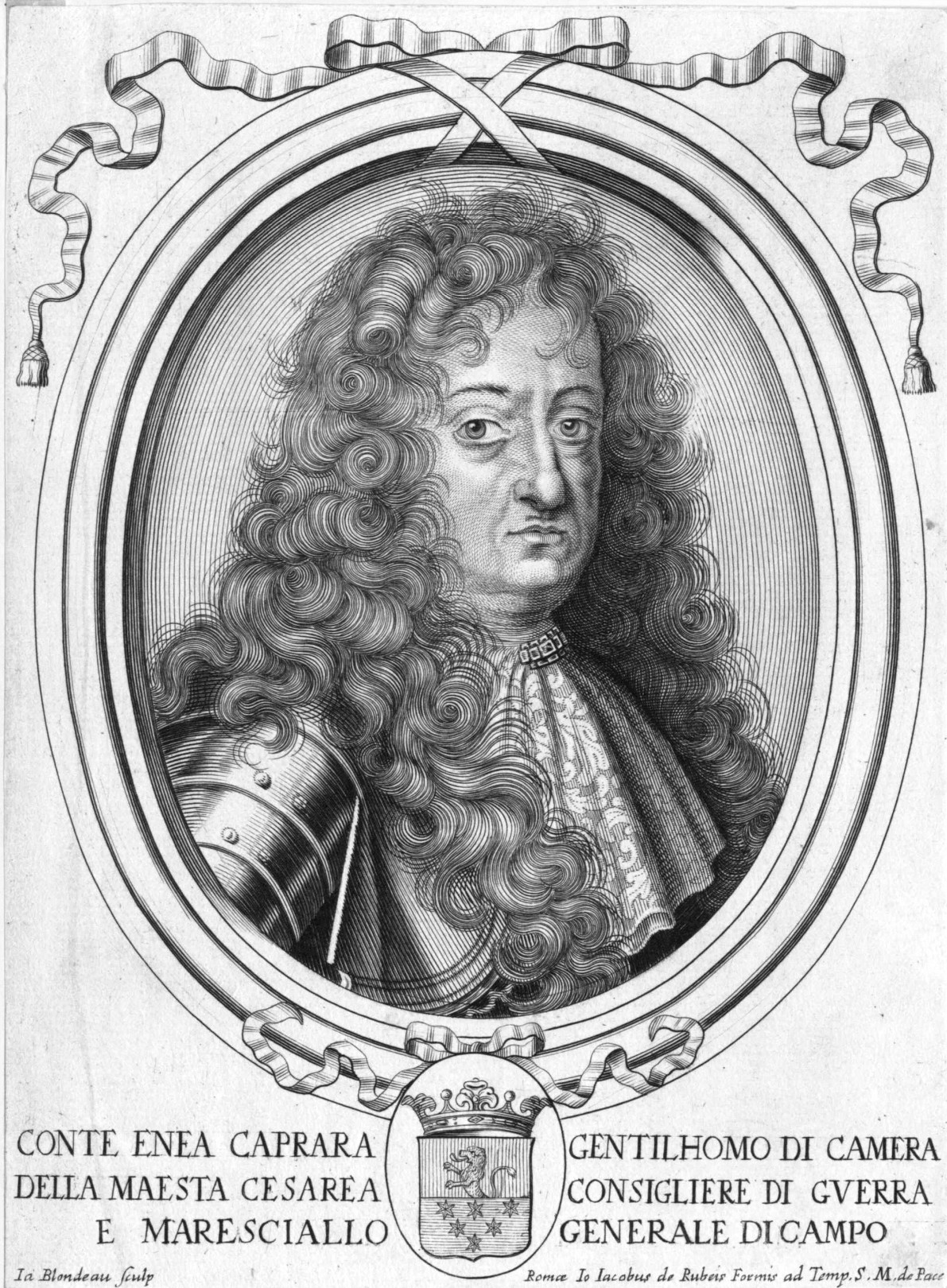
Aeneas Sylvius von Caprara tábornagy
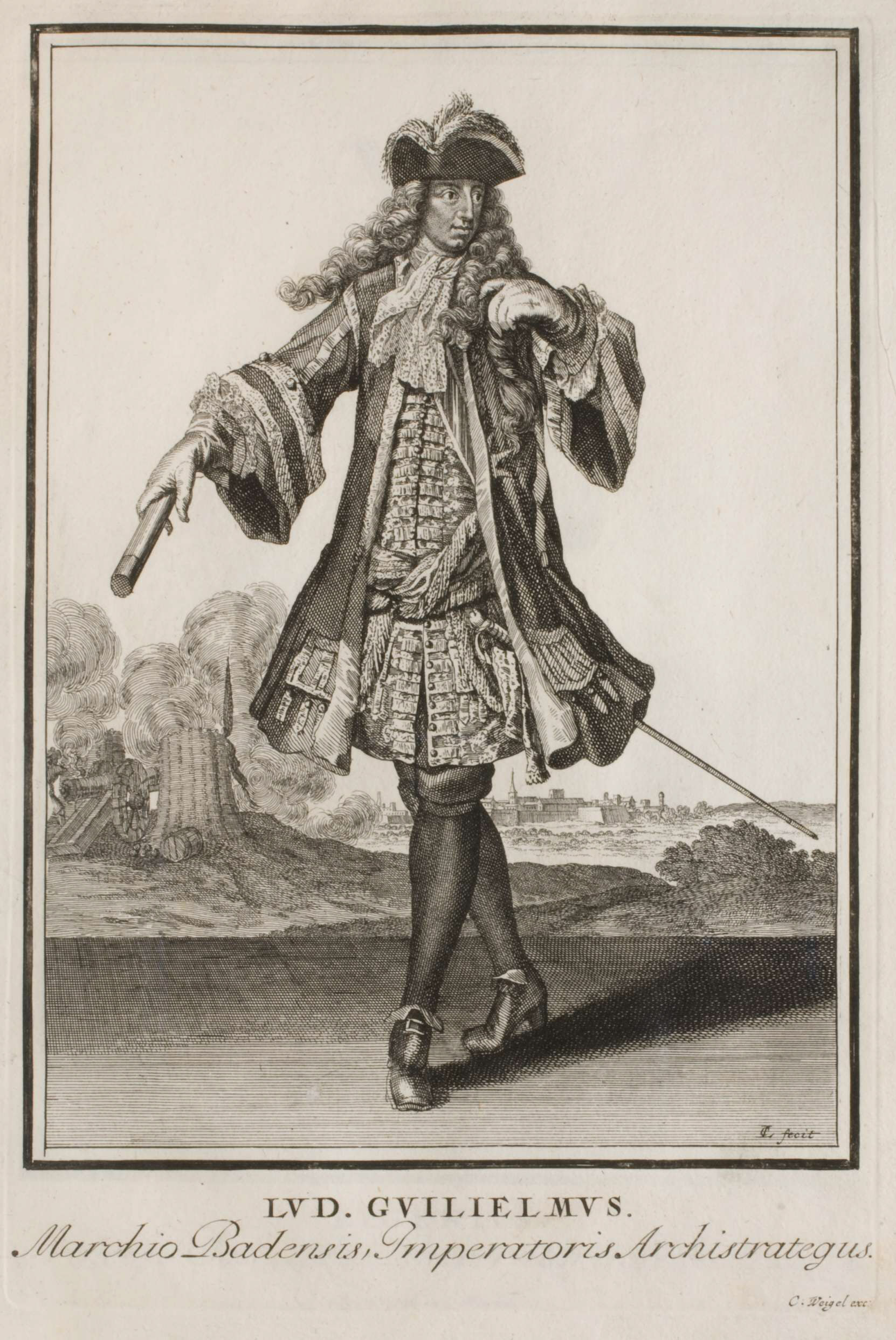
Lajos Vilmos badeni őrgróf

A fősereg főparancsnoka Lotaringiai Károly herceg lett, a lovasság parancsnoka Aeneas Sylvius von Caprara gróf tábornagy, a gyalogságé Ernst Rüdiger von Starhemberg gróf tábornagy. A tüzérséget Charles Eugène de Croÿ herceg táborszernagy († 1702), a hajóhadat a velencei Gabriele Vecchio altábornagy vezette. A felső-magyarországi had parancsnoka Johannes Schultz gróf altábornagy, a horvátországi seregé Leslie gróf tábornagy († 1692) lett.
A Habsburg haderőhöz Ausztrián kívüli államokból további 72 000 katonát vártak. Fegyverbe szólították a magyar nemesi felkelést is. A 15 000 főnyi magyar hadnak, Esterházy Pál nádor vezetésével június 24-én kellett csatlakoznia a fősereghez. A magyar felkelő sereget négyfelé osztották, 3000 főt Érsekújvár alá, 2000 főt a Rába védelmére, 2000 főt a drávai hadsereghez rendeltek. A fősereghez, amely Buda alá indult, 8000 huszárt és gyalogos hajdút osztottak be. A térség császári kézben lévő várainak megerősített helyőrségeit 10 500 katona alkotta.

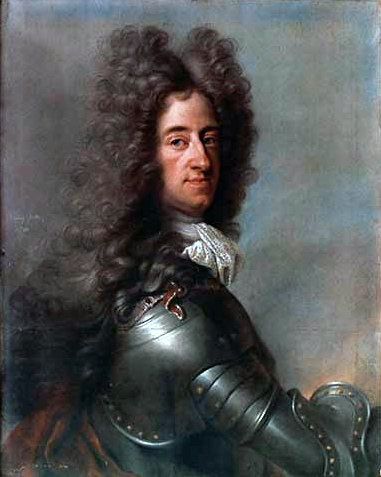
Miksa Emánuel bajor választó
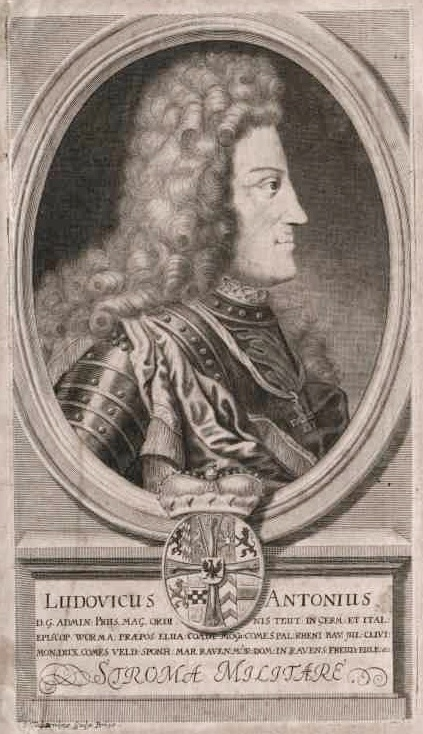
Lajos Pfalz-neuburgi herceg
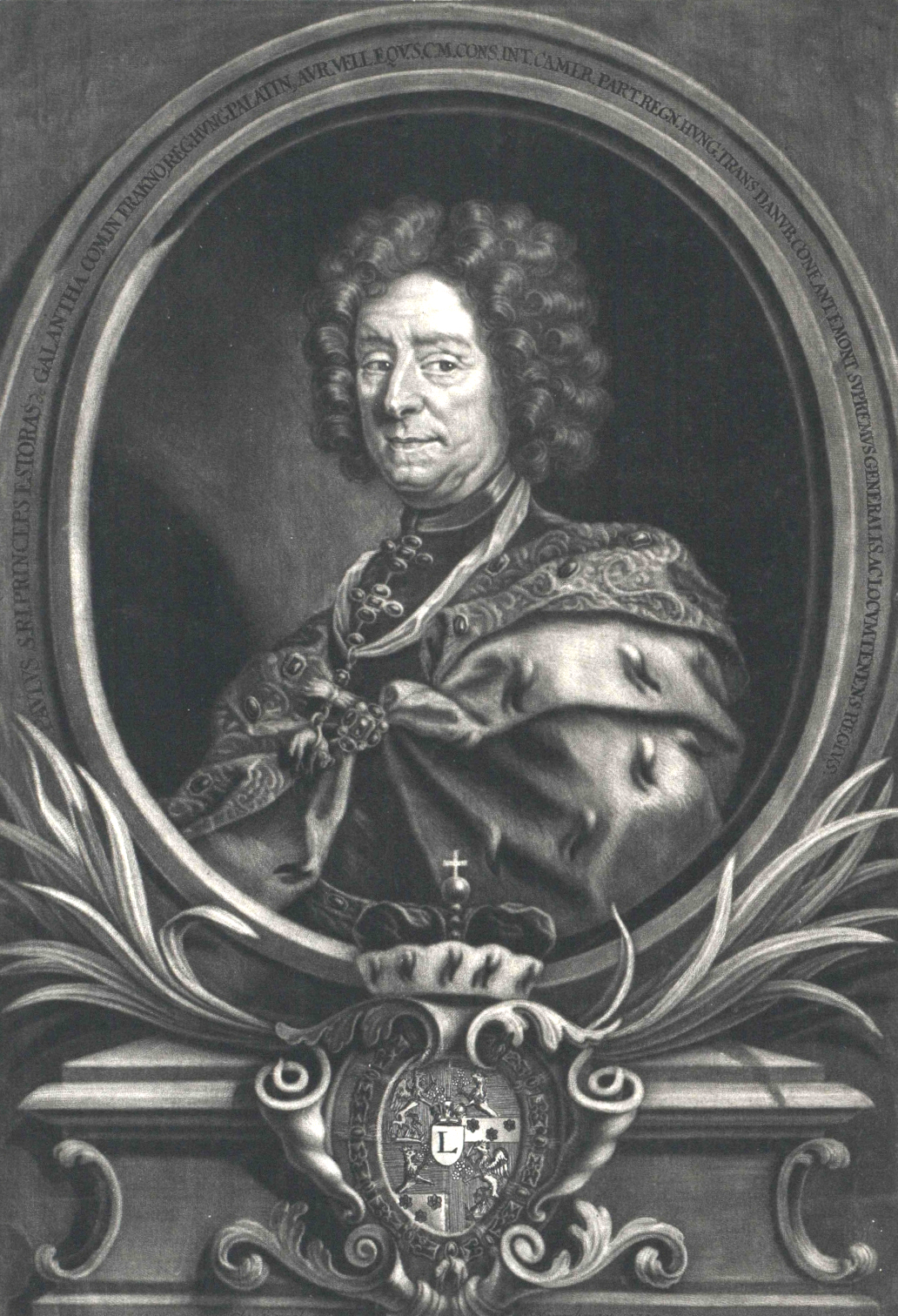
Esterházy Pál nádor (1635–1713)
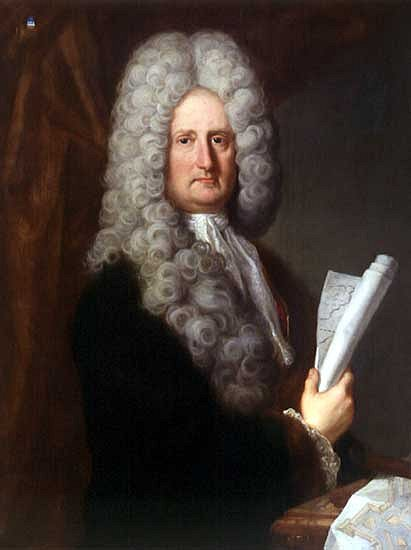
Luigi Marsigli hadmérnök

## Francia támadás Nyugaton
A keleti hadjárat sikerét a Birodalom nyugati határán 1683 októberében – a török elleni bécsi hadműveletekkel egy időben – kirobbant francia–spanyol háború veszélyeztette. 1684. március 5-én XI. Ince pápa aláírásával létrejött a Szent Liga. A hadak gyülekeztek, de XIV. Lajos francia király 1684 április elején megtámadta Luxemburg várát, a Birodalom erődjét. Az bécsi Haditanács a Magyarországra szánt csapatok egy részét a Rajnához küldte. Júniusra a franciák elfoglalták Luxemburgot, Vaudémont grófságot, Saarburg városát, a Saarbrückeni grófságot, a Salm hercegséget, a Zweibrückeni grófságot. A magára maradt Spanyolország június végén békét kért. A pápa erőteljes ösztökélésére XIV. Lajos – összes hódításainak elismerése fejében – hajlandó volt lemondani további támadásokról. A nyugati fronton megnyugodott a helyzet, a Buda elleni hadművelet folytatódhatott. (A regensburgi fegyverszüneti tárgyalások a Habsburg császár, a spanyol és francia király között még két hónapon át húzódtak, a 20 évre szóló fegyverszüneti egyezményt csak 1684. augusztus 15-én kötötték meg, amikor Buda ostroma már javában zajlott.

## A Buda elleni hadjárat

### A hadjárat megindítása

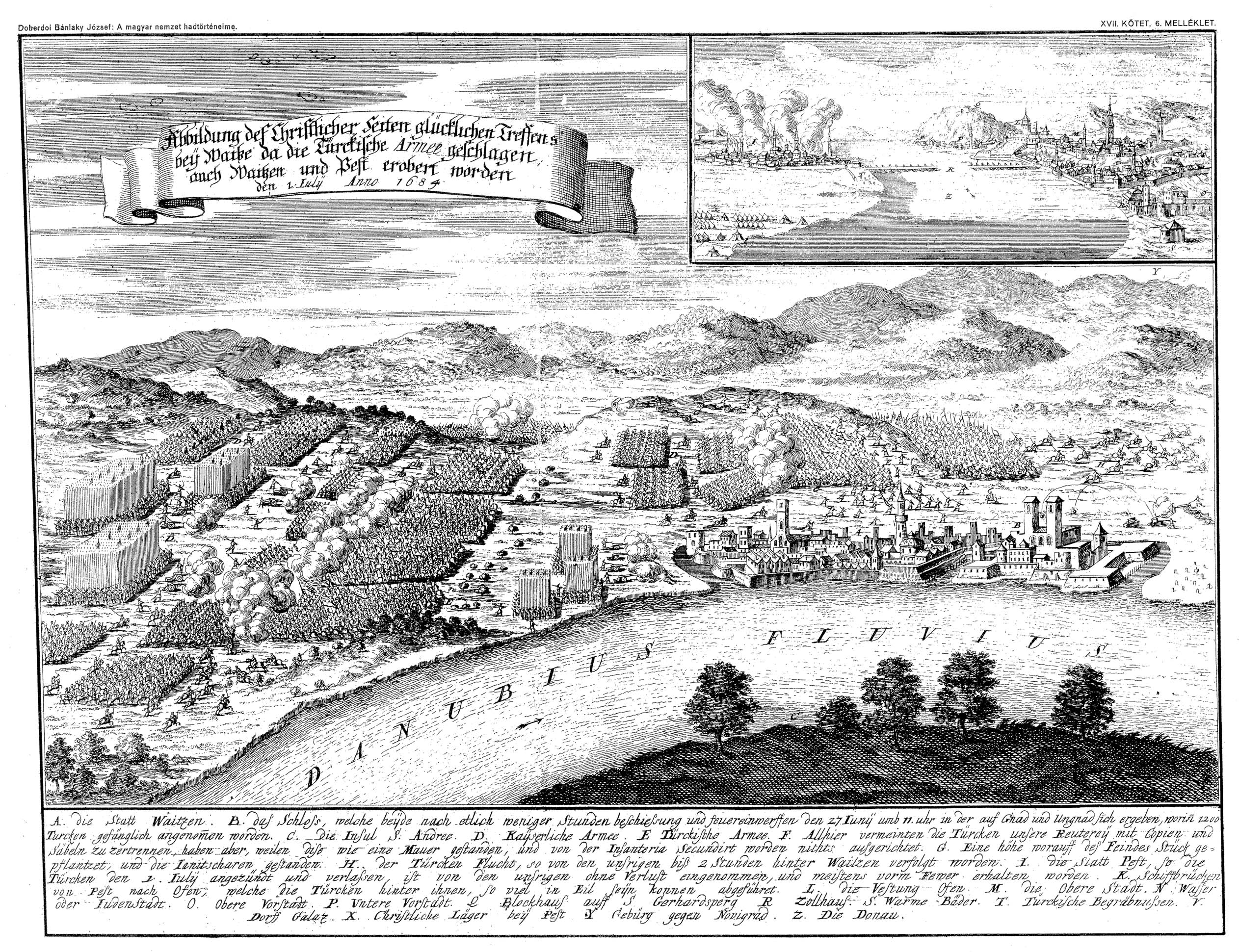
A váci csata. Korabeli német metszet

Május végén Lotaringiai Károly indulási parancsot adott a Vágsellyén összegyűlt főseregnek.Párkánynál átkeltek a Dunán és a déli parton Buda felé indultak. Az előhadat Maximilian Lorenz von Starhemberg, Ernst Rüdiger gróf öccse vezette. Június 18-án az elővéd rövid ostrommal bevette Visegrádot. Az foglyoktól megtudták, hogy a budai török védőrség 15 000 főnyi erősítést kapott, Musztafa aleppói pasa parancsnoksága alatt, akit a nagyvezír magyarországi szerdárrá (főhadparancsnokká) nevezett ki.
A haditanács úgy határozott, hogy először Pestet kell elfoglalni. A sereg az elfoglalt Visegrád alól Esztergomba vonult. Itt csatlakoztak a szövetséges sziléziai és lengyel hadak, és a magyar nemesi felkelők egy része. Az esztergomi hajóhídon átkelve a sereg az északi parton Vác és Pest felé nyomult. Az ellenség megtévesztésére Nagymarostól és Verőcétől keletnek, Nógrád felé fordultak. Musztafa pasa átlátta a cselt, utasítására Kara Mehmed pasa, budai helytartó, vele a tatár kán fia, a temesvári, egri és boszniai pasák 15 000 lovassal és 3000 janicsárral a Duna bal partján a császáriak ellen vonult, hogy megállítsa őket, mielőtt a dombok közül a síkságra  kijutnának. Június 27-én a két sereg Vác térségében megütközött. A váci csatában a császáriak visszaverték a törököket. 3000 török halt meg, köztük Szidi (Szejdi) Ahmed temesvári pasa. A császáriak ezután tüzérségi tűzzel megadásra kényszerítették a váci török helyőrséget.

### Pest elfoglalása
Vácról június 29-én indultak meg Pest irányába. A lovasság érkezett elsőnek a város alá. A törökök kiürítették és felgyújtották a várost. A hajóhídon át Budára visszavonulók fedezésére három janicsárszázad maradt hátra. Lotaringiai Károly nem várta be a gyalogság érkezését, hanem lóról leszállított dragonyosokkal rohanta meg a falakat. A janicsárok erős utóvédharcot vívtak a városba betörő császáriakkal, visszavonulások során lemészárolták a kezükben lévő keresztény foglyokat. A körülzárt janicsárok a hídfőbe szorultak vissza, amelyet végsőkig védelmeztek. A várból a császáriakra zúdított intenzív ágyútűz fedezete alatt a teljes török utóvéd átmenekült Budára, maguk mögött a hajóhidat részlegesen megrongálva. Június 30-án a Pestet elfoglaló császáriak a Rákos-mezőn, a várbéli tüzérség hatótávolságán kívül vertek tábort.
Lotaringiai Károly elrendelte a hajóhíd teljes lerombolását, hogy lehetetlenné tegye a várbeliek kitörését Pest felé. Két kísérletet tettek, mindkettő kudarcot vallott. Először egy gyújtóhajót bocsátottak le a Dunán, de az nem tett kárt a hídban, másodjára Pestről egy evezős különítmény sajkákon közelítette meg a hidat, és megkísérelte azt felgyújtani, de (korabeli szemtanúk szerint) „vigyázatlanságok miatt meggyulladván, magok mind elvesztenek miatta.”
Pest gyors megszerzése után a parancsnokok között vita robbant ki a következő teendőkről. Ernst Rüdiger von Starhemberg tábornagy, a gyalogság parancsnoka a hatalmas védműveket meglátva és a vártüzérség intenzív tüzelésével szembesülve óva intett Buda ostromától, helyette Érsekújvár megvívását javasolta. Bécs sikeres védelmezője úgy látta, hogy Buda védőserege és tüzérsége túl erős, a várfalak jó állapotban vannak, a csapatokat elszánt és tapasztalt parancsnokok irányítják. Sikeres ostromhoz Starhemberg legalább 30 000 gyalogost tartott szükségesnek, de ennyi nem állt rendelkezésre. Az ostromtüzérség erejét is elégtelennek ítélte az erős vártüzérséggel szemben. Lotaringiai Károly fővezér először Starhemberggel értett egyet. A fiatal Bádeni Lajos őrgróf tábornagy azonban erőteljesen érvelt Buda megostromlása mellett, hivatkozva a szövetség haditervére. Károly herceg végül az ő véleményét fogadta el. 1800 katonát hátrahagyott Pest védelmére, majd hadseregével észak felé vonult. Vácnál, a Szentendrei-szigeten keresztül kettős hajóhidat veretett, ezen július 8-10 között átkelt a Duna jobb partjára és Buda felé indult.
Musztafa pasa mintegy 25 000 lovassal, janicsárokkal és tüzérséggel a császáriak elé vonult. 1684. július 10-én Szentendrénél megütköztek. A csatában a törökök súlyos veszteségeket szenvedtek. Július 12-én, az éj leple alatt Pomázon és Budakeszin át visszavonultak. Musztafa pasa serege Buda mellett elvonulva délnyugaton, Hamzsabégnél (ma: Érd) foglalt állást.

### A Vízivárostól a várfalakig

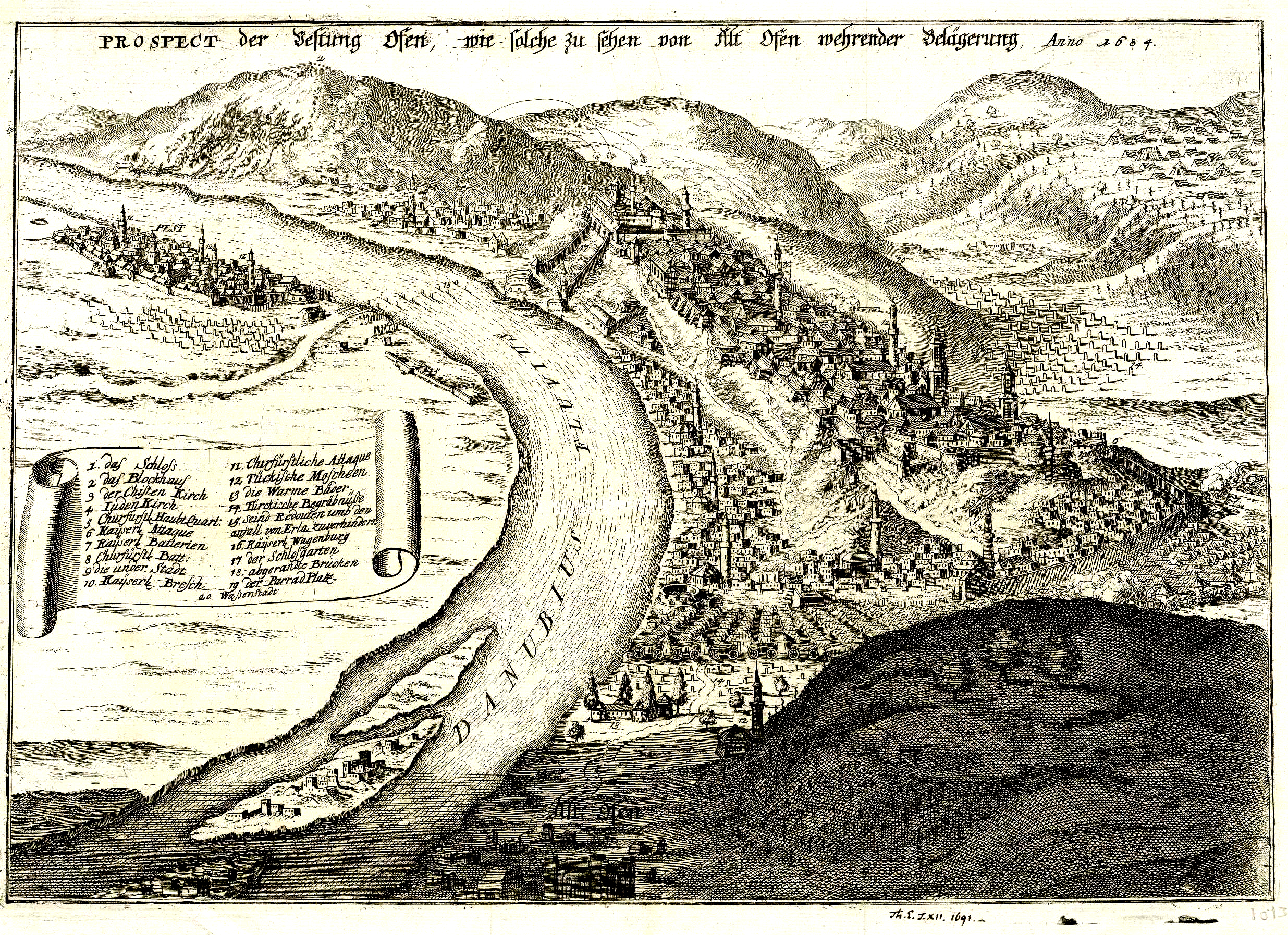
Buda (Ofen) és Pest az 1684-es ostrom alatt, korabeli német metszet.

A császári fősereg július 14-én érkezett Buda alá. Óbudán vertek tábort. A létszámot leapasztották az eddig csaták veszteségei, és a Pest őrzésére hátrahagyott 1800 katona is. Korabeli írások a „német armada" létszámát 33-34 000 fősnek említik, 70 ágyúval. (Ez azt valószínűsíti, hogy a vágsellyei táborban nem gyűlt össze az előírt induló létszám.)
Velük szemben Budát jól felkészült és erős török őrség védte. Parancsnokuk Kara Mehmed budai pasa, beglerbég volt, aki 1665–66-ban a szultán bécsi követe volt, majd 1683-ban Kara Musztafa vezértársaként harcolt Bécs ostrománál. Helyettese Seytan („Sátán”) Ibrahim pasa, aki a szultán személyes utasításából érkezett Budára. (Kara Mehmed eleste után ő vette Buda parancsnokságát).
Buda stratégiai fontosságát mutatja, hogy jelentősen megerősített helyőrségének parancsnoki karában több pasa is szerepelt, köztük Ahmed pasa Szófiából, Oszmán pasa Boszniából és Musztafa pasa Aleppóból (a török lovasság parancsnoka, aki a szentendrei csata után csapatával Érdre húzódott figyelőállásba), továbbá Cserkesz Ahmed és Abdulmumin pasa, akik az adanai, karamániai, szmirnai és szendrői csapatokat irányították, végül a Vácnál elesett Szidi Ahmed pasa temesvári csapata. A falakon legalább 10 000 harcedzett katona és janicsár állt, a birodalom számos tartományából. A vártüzérség 200 ágyúval rendelkezett.
A császáriak Óbuda felől a Víziváros felé nyomultak, július 14-én estére Veli bég fürdőjéig (a mai Császár-fürdőig) jutottak. Másnap a parancsnokok szemrevételezték Buda várát. Ismét ellentét alakult ki, ezúttal a tábornokok és a hadmérnökök között: előbbiek alábecsülték a falak állapotát, és rövid ostrommal bevehetőnek ítélték a várat. A hadmérnökök véleménye szerint a várat védműveit csak jól előkészített, szívós és módszeres ostrommal lehet leküzdeni.
A július 15-én tartott haditanácson Lotaringiai Károly fővezér Starhemberg tábornagyot, a gyalogság parancsnokát bízta meg az ostrom gyalogsági műveleteinek vezetésével. A lovasságot Caprara tábornagy parancsnoksága alatt a vár bekerítésére küldték, félkörben a Vízivárostól a Gellért-hegyig. A Rózsadombnak a Várra néző lejtőin (a mai Marczibányi tér alatt) 24 ágyút és 17 mozsarat állítottak fel, és megkezdték a Víziváros és a városfal folyamatos lövetését. Július 17-ére megfelelő réseket törtek a falon.
Július 18-án a császáriak támadást indítottak, hogy a Vízivárost elfoglalják és elszigeteljék a Vártól. A terv azonban meghiúsult, mert Musztafa pasa Érdről felküldött lovassága megtámadta és szétzilálta a rohamra készülő jobbszárnyat, ugyanakkor Budáról egy kétezer fős török csapat kitört és megtámadta a Duna-parton álló balszárnyat. Ennek parancsnoka, Lajos Pfalz-neuburgi herceg, a Német Lovagrend koadjutora csak gyilkos közelharcban tudta visszavetni a támadókat. A csata napján érkeztek az óbudai táborba a magyar csapatok, Esterházy Pál nádor vezetésével.
A következő napon, július 19-én általános rohamot rendelt el a Víziváros ellen. Starhemberg 4000 német gyalogost és 2000 magyar katonával megy rohamra a Duna-parti körbástya, a falon tört rések és a városkapu ellen. A vízi rondellánál a törökök visszaverték a támadókat, a réseken és a városkapun át viszont sikerült betörniük. A Vízivárosban bekerített törökök a Bécsi-kapu felé menekültek, de Kara Mehmed pasa, tartva a Várba való betöréstől, bezáratta a kaput. A kint rekedt törököket a támadók lemészárolták. A sikeres rohamban a keresztények csak 40 főt veszítettek, a törökök vesztesége több száz főre tehető. Starhemberg megszerezte a Várhegy lábánál fekvő Vízivárost, ahonnan megindíthatta a vár ostromát.

### Budavár ostroma (július–november)
A Várhegy előterének megszállása után megkezdődött az ostromművek kiépítése. Az ostromló tüzérséget több csoportban állították fel: 11 ágyút és 4 mozsarat a Rókus-hegy (a Rózsadomb része) déli lejtőjén, 7 ágyút a mai Városmajornál (ezeket az Esztergomi rondellára irányozták), délnyugaton a Naphegyről 19 ágyúval és 8 mozsárral lőhették a Fehérvári kapu környékét, végül délen a Gellérthegy tetején és a Várra néző északi lejtőin 31 ágyút és 19 mozsarat állították fel, ezekkel a déli rondellát lőtték.
Megkezdődött a folyamatos tüzérségi tűz. Az ágyúkkal a falakat törték, a mozsarakkal a Vár belső területét pusztították éjjel-nappal. Szemtanúk szerint gyakran napi 500-700 lövedék csapódott be. Az északon felállított ütegek voltak a legsikeresebbek, több rést ütöttek az Esztergomi sarokrondella körüli falszakaszokon. Közben aknát is fúrtak, hogy ledöntsék a sérült falszakaszt. 22 tonna lőport robbantottak fel, de az akna rossz helyen volt, nem ért célt. A réseket éjjel a török védők kijavították, lezárták.
Az ostrom három irányból folyt: A fő támadás a Fehérvári kapu ellen irányult, ezt maga Rüdiger von Starhemberg tábornagy vezette. Két másik támadó csapat észak felől rohamozott, egyik az Esztergomi rondella, a másik a Duna-parti vízi rondella ellen, e két csapatot a tábornagy öccse, Maximilian Lorenz von Starhemberg táborszernagy irányította. Az ostromtüzérség fedezete alatt mindhárom irányból ostromárkokat ástak, de ezek minősége és áteresztő képessége súlyosan elégtelennek bizonyult. Sikertelenül működtek a velencei aknászok is, akik több aknát fúrtak az Esztergomi rondella, a Bécsi kapu és a vízi rondella alá, de ezek hol rövidre épültek, vagy gyenge töltettel látták el őket. Több aknarobbantás is történt, de a falakban nem tett komoly kárt. Más aknákat a törökök ellenaknákkal hatástalanítottak. A császári sereg soraiban jelen lévő, török fogságból nem régen szabadult olasz hadmérnök, Luigi Ferdinando Marsigli feljegyezte, hogy nemcsak az ágyúk telepítése, hanem az ágyúgolyók öntése is szakszerűtlen.
Az ostromot akadályozták a rendszeres török kirohanások, melyek eredményesen pusztították az ostromlók élőerejét és rombolták a kész ostromműveket. A kitörő török csapat gyakran levágott keresztény fejek százait vitte vissza diadallal a várba. A kitörések során elfogott és a várba hurcolt keresztény foglyokat is lefejezték.
A támadók kezdeti sikerei után azonban felülkerekedett a védőrség elszántsága és kitartása. Az ostromtüzérség heves tüzelése és aknaműveleti alig hoztak eredményt. A Habsburg-hadsereg emberveszteségei folyamatosan nőttek a harci veszteségek, betegségek és terjedő járványok miatt. Augusztus közepére a gyalogság létszáma 45%-kal csökkent, a lovasok között 18%-ra nőtt a veszteség. Az ostromra érkező 34 000 katonából már csak 21 000 fő volt hadra fogható. Zavarok mutatkoztak a Dunán szállított élelmiszer- és lőszerutánpótlásban is. A lovak egy része elhullott a túlterhelés és az elégtelen takarmányozás miatt. Ráadásul a felderítés jelentette, Belgrádból nagyobb török felmentő hadsereget indítottak Buda felé.
Lotaringiai Károly augusztus 11-én jelentést küldött Lipót császárnak. Feltárta a sereg romló helyzetét, és már ekkor felvetette az ostrom leállításának észszerűségét. Mivel azonban a bécsi haditanács elnöke, Bádeni Hermann őrgróf „a császári fegyverek tekintélyéinek megőrzésére” a hadjárat folytatását követelte, Lipót megbízta Rudolf von Rabatta lovassági tábornokot, azonnal utazzon a helyszínre, és győződjék meg a valós helyzetről. Rabatta tábornok jelentésében a fősereg helyzetét súlyosnak, Rüdiger von Starhemberg tábornagy hadvezetését erélytelennek, az aknaharcot hatástalannak írta le. Kitért az állandó török kitörések okozta károkra és veszteségekre. Írt a táborszerte terjedő betegségekről. Rabatta már csak 12 500 harcképes katonáról tudott. „A legbátrabb tisztek s a legjobb katonák már Buda falai alá temetkeztek." A jelentés hangsúlyozta, hogy már felhagytak az Esztergomi rondella elleni eredménytelen támadásokkal, és „minden használható erőt" a Duna-parti vízirondella ellen összpontosítottak. A tábornok végkövetkeztetése az volt, hogy Buda ostroma csak akkor folytatható, ha a császári sereg komoly erősítést kap, a közeledő török felmentő sereg beérkezése előtt.
Augusztus 10-én a várvédők parancsnoka, Kara Mehmed pasa, a budai beglerbég egy tüzérségi bombatalálat következtében életét vesztette. Tisztségét Buda várőrségének élén a szultáni küldötte, a fanatikusan harcias Seytan („Sátán”) Ibrahim pasa vette át.
Rabatta jelentése alapján a Haditanács erősítéseket küldött Lotaringiai Károlynak. Szeptember közepétől kezdtek beérkezni a szövetségesek pihent csapatai. Miksa Emánuel bajor választófejedelem lovasságot és 8000 főnyi gyalogságot hozott. Károly Gusztáv baden-durchlachi őrgróf vezetésével jött egy 4000 fős sváb csapat. Az örökös tartományokból, Csehországból és Alsó-Ausztriából is küldtek több ezredet. A megfogyatkozott fősereg létszáma ezekkel ismét 28–30 000 főre nőtt.
Bajor Miksa ezredeit a Gellérthegy lábához telepítették, őket a nagy déli rondella támadására jelölték ki. Miksa saját bajor tüzérségével, 14 ágyúval és 8 mozsárral bekapcsolódott a többi ostromüteg munkájába. Ötnapi folyamatos és összehangolt lövetés után, szeptember 18-án a déli rondellán sikerült használható rést törni. Miksa bajor csapatai önálló rohamot indítottak, de három órányi véres harc után sem tudtak betörni a várba.
Az ostromot irányító Starhemberg tábornagy a Fehérvári kaput védő rondella falszakasza alá két aknát fúratott, a robbanás után gyalogsági rohamot tervezett, amelyre felsorakoztatta katonáit. Az aknarobbanások azonban alig tettek kárt a falakban, a támadást le kellett fújni. Az újabb kudarc tovább rontotta Starhemberg tábornagy és Károly herceg fővezér feszült viszonyát.

### Török felmentő támadás
A török-tatár felmentő seregek közeledéséről szóló felderítői jelentések nyomán a parancsnokság elrendelte az ostromtábort biztosító körsánc (circumvallatio) építését, a Tabánon és a Naphegyen keresztül. Szeptember 22-én a felderítők alig 7 km-re Budától, Budakeszi és Budaörs között beleütköztek a felvonuló török seregbe, amely még aznap megrohanta a naphegyi védővonalat, de a császáriak visszaverték őket. Ezzel egy időben Buda várőrsége is nagyszabású kitörést hajtott végre, a Bécsi- és a Fehérvári kapun keresztül. A nagy erőkkel kirohanó oszmánok megsemmisítették az elmúlt 2 hónap alatt fáradságos munkával épített ostromműveket, futóárkokat, sáncrendszereket, földmunkákat. A déli rondellánál, a bajorokra is kicsapott egy török különítmény, de Miksa katonái visszaverték őket.
Musztafa pasa felmentő csapatai egyre közelebb húzódtak a circumvallatióhoz, újra és újra támadva azt. Amikor már 4 km-nyire álltak, Caprara lovassága nagy léptékű támadással akarta elűzni őket, de a beköszöntő esős idő lehetetlenné tette a végrehajtást. A törökök azonban kihasználták az esőt, és a budai dombok között megrohanták a záróvonal Aspremont- és Salm-ezredek által védett szakaszait. Az eső használhatatlanná tette a császáriak tűzfegyvereit, a törökök nagy mészárlást rendeznek közöttük. Károly fővezér erre általános ellentámadást indított, minden rendelkezésére álló egységgel. Musztafa pasa, látva az ellene vonuló hatalmas túlerőt, egészen Székesfehérvárig vonult vissza.

### Az utolsó kísérlet
Szeptember 29-én haditanácsot tartottak. Az addigi ostrom eredménytelensége nyilvánvaló volt, folytatását szavazásra bocsátották. A parancsnokok szótöbbséggel úgy döntöttek, hogy az állásokat egyelőre nem adják fel, minden használható erőt a déli rondella alá összpontosítanak. Az osztrák, német és bajor erők együttes, koncentrált támadásától reméltek eredményt.
Lotaringiai Károly fővezér közvetlenül Lipót császár döntését kérte. Az uralkodót kínosan érintette a személyének címzett, határozott döntést igénylő kérdés, hogy az ismert körülmények mellett folytassák-e az ostromot, vagy feladhatják? Kitérő (bár logikus) választ küldött, a Buda alatt küzdő csapatok parancsnokaira hárítva a döntést. Megbízottai azonban egyértelműen jelezték, hogy a Hofburgban a harc folytatását kívánják. Ugyanakkor a császár engedett Starhemberg tábornagy kérelmének, és betegségére tekintettel engedélyezte távozását. (Ebben szerepet játszott Starhemberg és Károly fővezér feszült viszonya is). Az udvartól érkező kritikák miatt Károly herceg magát Hermann bádeni őrgrófot, az Udvari Haditanács elnökét, a táborban jelen lévő Bádeni Lajos atyai nagybátyját kérte fel a budai ostromműveletek további vezetésére. A tábornagy azonban csak vonakodva, a császár határozott parancsának engedelmeskedve utazott Buda alá.
Közben a pesti oldalon az egri és az érsekújvári pasák portyázó csapataival szemben kellett védekezni, akik a Margit-szigeten át épített hajóhíd pesti hídfőjét támadták. A hídfőt 1700 császári katona biztosította, Dünewald altábornagy parancsnoksága alatt, aki a Dunát is éberen őriztette, mert a császári flotta által szállított utánpótlást török folyami hadihajók veszélyeztették, akikkel felfegyverzett sajkák és naszádok szálltak szembe.
Minden erőfeszítést a déli rondella ostrommunkáinak elvégzésére összpontosítottak. Szeptember 30-án a vívóárkok elérték a körbástya falait, október 1-jén hat nehéz ostromágyúval közvetlen közelről kezdték lövetni a körbástyát. Október 4-ére átjárható rést törtek, és még aznap, a tábor teljes tüzérségének fedezete mellett rohamra küldték a bajorokat. A falrésnél véres közelharc alakult ki, a bajorok már bejutottak a falakon belülre, de ekkor a védők komoly erősítést kaptak, az ellenlökés visszavetette a támadókat, 400 német katona veszett oda. A tüzérség okozta falrongálásokat az éj leple alatt a törökök maradéktalanul helyreállították.
Ezt követően az ostrom már csak aknamunkával folyt, minden eredmény nélkül. Nagy reményt fűztek a bajorok aknájához, melyet mélyen a déli rondella alá fúrtak, de ezt elárasztotta a víz, fel kellett vele hagyni. Az őszi esőzések beálltával az ostromlókból ostromlottak lettek: A budai törökök rendszeres kirohanásokkal védekezésbe kényszerítették a császáriakat.

### Az ostrom feladása
Badeni Hermann tábornagy a helyszínre érkezve és a helyzetet felmérve már nem követelte a várostrom folytatását és elrendelte a császári csapatok téli szállásának megszervezését. Az uralkodó továbbra sem akarta feladni az ostromot, parancsa szerint Buda vára körül a szoros ostromgyűrűt a tél folyamán is fenn kellett volna tartani. Ennek végrehajtása azonban már lehetetlennek bizonyult.
Október 26-án a magyar csapatok elvonultak a táborból. Esterházy Pál nádor így írt az uralkodónak: „Budát ugyan vívjuk, legkegyelmesebb császár, de ha így folytatjuk az ostromát, tartok tőle, hogy nem jut a kezünkbe. A magyar katonaság is fogyni kezd végínsége miatt, elesége nincs, fizetése nem érkezik, szavakkal többé nem tarthatom őket. S e nyomorúság közepette veszem a vármegyéknek szóló parancsot, mely a jövő télen is Magyarországon kívánja elszállásoltatni a hadakat, mely oly zavarba ejti a nemzetet, hogy néhány nap alatt valamennyien eltávoznak a táborból. S ez igen természetes… Mi bizony, hű szolgálatain kért jutalmat, nem büntetést reméltünk, s a lotharingiai herceg tanúságot tehet buzgalmunk felett. Isten a megmondhatója, mennyi fáradsággal szedegettem hadaimat együvé, s mindez egy krajcárjába se került a kincstárnak, azon kevés kenyéren kívül, melyet itt kiosztogattak, mely nagyjából olyan rossz volt, hogy senki sem volt képes megenni.”
Október 30-án Musztafa pasa csapata ismét Buda alá érkezett Székesfehérvár térségéből, megtámadta a császári tábort védő sáncvonalat, de visszavetették.
Október 31-én a Dunán hét nagy török evezős teherhajó érkezett Buda alá, megrakva élelmiszerrel, és katonai utánpótlással. A vár védői jelentős erősítést kaptak, tüzérek, aknászok, és válogatott gyalogos katonák is érkeztek. A kikötés biztosítására a várőrség nagy erőkkel kitört a Duna felé néző ún. vízi kapun, lerohanták a bajorok ostromárkait, lekaszabolták a hátrahagyott muskétásokat, tönkretették a déli rondella alatt kiépített ostromműveket. A török hajók zavartalanul kikötötték és kirakodtak, az erősítés lobogó zászlók alatt, harsány zeneszóval vonult fel a budai várba.

### Visszavonulás
A török erősítés várba jutása után az ostromló sereg parancsnoka döntést hozott az ostrom teljes feladásáról, és még a vár téli körülzárásáról is lemondott. November 1-jén a sebesülteket és betegeket a táborból átvitték a Margit-szigetre, hogy onnan majd tovább szállítsák őket. Az ágyúkat és mozsarakat hajókra rakták. A császári sereg november 3-án megindult Duna jobb partján vissza Esztergom felé. Az ostromtábor kiürítésével egyidejűleg a Pest városából ki kivonták a biztosító csapatot.
A várőrség nem nézte tétlenül az ellenség távozását. Török és tatár csapatok becsaptak a Margit-szigetre, foglyul ejtették az elszállításra váró ezer sebesültet és beteget. A tatárok tovább száguldottak a bal parton, átúsztattak a Szentendrei-szigetre, utolérték a szállító szekéroszlopot, levágták a kísérő katonákat és a szekereken szállított betegeket, elzsákmányolták a kocsik rakományát.
1684. november 5-én Buda török védői nagy örömünnepet ültek. A magyarországi szerdár, Musztafa aleppói pasa hadseregével ismét bevonult a sikerrel megvédelmezett várba, tisztelgő ágyúlövések és a várőrség üdvrivalgása közepette. A budai Vár még két éven át szilárdan török kézben maradt, csak az 1686-os újabb ostromban esett el.
Seytan Ibrahim pasát, aki Kara Mehmed eleste után a sikeres várvédelmet irányította, IV. Mehmed szultán budai beglerbéggé nevezte ki. Szultáni engedéllyel addigi „Seytan” (Sátán) melléknevét „Melek” (Angyal) melléknévre cserélte. November végén átadta helyét Abdi Abdurrahman pasának. Kevéssel ezután aleppói pasa és magyarországi szerdár lett, de 1685 végén a szultán halálra ítélte, és megfojtatta. Utódja, Abdi Abdurrahman pasa Buda utolsó helytartója lett. Két évvel később, Buda 1686-os ostromának utolsó napján a várat elözönlő császáriak ellen vívott harcban esett el.

## A kudarc okai
1684 nyarán és őszén Buda falai alatt legalább 20 000 keresztény katona vesztette életét harcban vagy betegség, járvány miatt. A Buda és Esztergom közötti visszavonulás során, a kimerült és leromlott katonák közül még 2000 ember halt meg. A veszteséget növelte a hátrahagyott, és tatárok által lemészárolt betegek és sebesültek nagy száma is.
A nagy erőfeszítésekkel és nemzetközi pénzsegélyen felállított császári hadsereg erejét a Haditanács szétforgácsolta, számos mellékes területre nagy létszámú csapatot rendelt. A tervezett 80 000 katona helyett csak a fele indult el a fősereggel. A kezdeti siker, Visegrád, Vác és Pest könnyű megszerzése, a szentendrei és érdi győzelmek, a Víziváros kézre kerítése a hadseregvezetést túlzottan magabiztossá tette.
Károly herceg, a fővezér korábban számos nyílt mezei ütközetben aratott győzelmet, de a nagy technikai felkészültséget igénylő várostrom irányításában bizonytalan talajra került. Ezért engedte át az ostromműveletek irányítását Bécs sikeres védelmezőjének, Ernst Rüdiger Starhemberg tábornagynak, aki Buda alá érkezve valószínűleg helyesen mérte fel a vártüzérség tűzerejét, és az ostromló sereg erejének elégtelenségét. A török fogságból visszatért Luigi Ferdinando Marsigli (1658-1730) olasz hadmérnök azt írta, a vezérek túlzottan bíztak abban, hogy a folyó megvédelmezi az ostromlókat, és rossz döntéseik mutatták, hogy végzetesen lekicsinyelték az ellenség erejét. Mindvégig ellentét volt a fővezér és Starhemberg tábornagy között. Az ostromtüzérség jelentékeny erőt képviselt, a 108 napos ostrom alatt mégsem sikerült a várfalakat jelentősen lerombolni.
Hasonlóan meddő volt a velencei aknászok tevékenysége is, mely a kudarc egyik meghatározó tényezőjévé vált. Az ostrom egész tartama alatt sem sikerült olyan körülményeket teremteni, hogy minden erővel általános gyalogsági rohamot indíthassanak. Marsigli szerint az ostromárkokat is műszakilag tökéletlenül vitelezték ki. Az utánpótlás zavarai a dunai hajóhad és a szárazföldön működő hadsereg együttműködésének zavarait mutatták. A nagy császári gályák nehézkesen mozogtak, nem a dunai viszonyokra tervezték őket. A pápa által a sereghez küldött olasz kapucinus prédikátor, Marco d’Aviano is észrevette a mulasztásokat, és így írt a pápának: „Ha Isten csodát nem művel, Budát nem foglaljuk el!”
A budai török hadsereg viszont katonailag kifogástalanul végezte feladatait. Kezdettől fogva nagy sikerrel alkalmazták egy időben több ponton való kirohanás taktikáját, melyet többször is hatékonyan kombinálták a váron kívül manőverező Musztafa pasa felmentő hadának  csapásaival.

## Események a mellékhadszíntereken
A fősereg budai ostromkísérletével párhuzamosan operált Leslie tábornagy Dráva-menti hadteste. Feladata elvileg a török felmentő had felvonulási útjának elvágása volt Eszéknél. Csapatai júliusra gyűltek össze. Július 8-án indult el gyurgyeváci bázisáról, Erdődy Miklós horvát bán és Johann Joseph von Herberstein táborszernagy, szlavóniai főhadparancsnok csapataival együtt. Július 10-én körülzárta Verőcét. A környéken feltűnt kisebb török csapatokat Trautmannsdorf gróf tábornagy különítménye szétverte. Két heti ostrom után Verőce őrsége, szabad elvonulás mellett megadta magát, Leslie jelentős mennyiségű hadianyagot zsákmányolt. Ezután azonban Leslie túlzott óvatosságból nem nyomult tovább, hanem Verőce mellett, Turanovácnál vesztegelt, csak portyázó akciókat folytatott. Megtudta, hogy a Buda alól hazatérő szlavóniai pasa csapata Verőce visszafoglalására készül, erre Leslie Szlatinán (Szalatnok) át Eszék felé indult, Breznicánál – Eszéktől 40 km-re – rátalált a gyülekező török seregre, és szétverte azt. Ezután azonban visszatért Turanovácra, ott vesztegelt októberig, ekkor Bécsbe rendelték jelentéstételre. A parancsnokságot Herbertstein táborszernagy vette át, aki október 20-án megtudta, hogy szerdár nagy hadsereget hoz Buda felmentésére. Csak ekkor indult ismét Eszék felé, de ő is csak Szlatináig jutott, itt csapatai felbomlásnak indultak. Herbertstein felégette Szlatinát és Sopjét, aztán téli szállásra vonult.
A felső-magyarországi fronton több siker született, bár először Thököly aktivizálódott, portyázói zavarták a Buda elleni csapatösszevonást. Azonban Pálffy Károly tábornok Trencsénből kiindulva Turócba nyomult, és Liptószentmiklósig visszaszorította Thököly fosztogató csapatait. Utána Thököly ellentámadásba ment át, elfoglalta Csicsva várát, amely a Schultz táborával együtt harcoló Barkóczy Ferenc tábornoknak, Felső-Magyarországi vicegenerálisának (főparancsnok-helyettesének) a birtoka volt. A magát megadó várőrséget, akik korábban kurucok voltak, Thököly felkoncoltatta, majd elfoglalta Késmárkot és Ungvárt is. Júliusban azonban Johannes Schultz császári tábornagy felépült betegségéből és Barkóczy tábornokkal együtt megindult Thököly ellen. A Szepességen átvonulva visszaszerezték Késmárkot és Palocsa várát. Ostrommal elfoglalták Kisszeben várát, az elfogottakat Barkóczy kivégeztette, megtorlásul a csicsvai mészárlásért. Thököly 7000 főnyi csapatot vont össze Eperjes mellett, de szeptember 16-án Schulz megelőző csapást mért rá, seregét szétverte, nagy zsákmányt ejtett. Thököly Regéc várába menekült. Barkóczy, Pálffy és Veterani tábornokok eredményesen megszállták Liptó, Szepes és Sáros vármegyéket, Schultz szeptember 28-án elfoglalta Bártfát, november elején Nedec várát is. November 7-én Schultz Eperjes ostromába fogott, de november 24-én a rosszra fordult időjárás miatt felhagyott az ostrommal.

## A szövetséges államok hadműveletei
Lipót császár szövetségesei közül 1684-ben csak Velence ért el pozitív eredményeket. Francesco Morosini admirális hajói Dalmáciára támadt Sebenicónál (Šibenik) és Cattarónál (Kotor), elfoglalták Duare (Zadvarjét). Montenegro partvidékén elfoglalták Risanót (Risan), innen Antonio Zeno kapitány saját csapataival, Perasto (Perast) város lakosaival, és a pasztrovcsi (paštrovići) törzs tagjaival egészen Castelnuovóig (Herceg Novi-ig) portyázott sikeresen. Az admirális a fő támadást Görögország (Morea) nyugati partvidéke ellen intézte, a Jón-tengeren elfoglalta Santa Mauro szigetét (Lefkadát), és néhány további szigetet. Albániában is partra szálltak, megszerezték Prevesa kikötőjét.
A lengyelek Podóliában támadtak. Kamieniec ostrománál kudarcot vallottak, de elfoglalták Jazłowiecet (ma Jazlovec), az oszmánok által 1676-ban létrehozott Podóliai vilajet székhelyét, destabilizálva a térség oszmán katonai erőit. (Egész Podóliát majd csak 1699-ben, a karlócai békében szerzik vissza a lengyelek). A lengyel hadműveletek egyébként semmilyen hatással sem voltak a magyarországi eseményekre.